# 9 Degrees West of the Moon
9 Degrees West of the Moon es el sexto álbum de la banda italiana de power metal progresivo Vision Divine, para este álbum regresa el cantante original de la banda Fabio Lione de la banda Rhapsody of Fire, a la vez que marca la salida de Michele Luppi.

## Listado de temas
1. Letter to my Child Never Born - 8.56
2. Violet Loneliness - 4.42
3. Fading Shadow - 5.21
4. Angels in Disguise - 5.17
5. The Killing Speed of Time - 4.50
6. The Streets of Laudomia - 5.51
7. Fly - 4.53
8. Out in Open Space - 5.09
9. 9 Degrees West of the Moon - 3.57
10. A Touch of Evil (Judas Priest cover) - 5.48
11. Fading Shadow (demo version) - 5.17

## Formación
- Olaf Thorsen - Guitarra
- Fabio Lione - Voz
- Cristiano Bertocchi - Bajo
- Federico Puleri - Guitarra
- Alessio Lucatti - Teclados
- Alessandro Bissa "Bix" - Batería

- Datos: Q389390